# جون فوربس
جون فوربس (بالإنجليزية: John Forbes)‏ (13 يناير 1862 في المملكة المتحدة - 31 يناير 1928) هو مدرب كرة قدم ولاعب كرة قدم بريطاني (وحمل سابقاً جنسية المملكة المتحدة لبريطانيا العظمى وأيرلندا) في مركز الظهير. شارك مع منتخب اسكتلندا لكرة القدم. أما مع النوادي، فقد لعب مع بلاكبيرن روفرز وفايل أوف ليفن ‏.

## وصلات خارجية
- جون فوربس على موقع قاعدة بيانات كرة القدم.إي يو (الإنجليزية)